# Spiroctenus marleyi
Spiroctenus marleyi is een spinnensoort in de taxonomische indeling van de bruine klapdeurspinnen (Nemesiidae).
Spiroctenus marleyi werd in 1919 beschreven door Hewitt.